# L'Immaculée Conception (Murillo)
Pour les articles homonymes, voir Immaculée Conception (homonymie).
L'Immaculée Conception - dite aussi Immaculée Conception de Soult, ou Immaculée Conception des Vénérables - est un des tableaux les plus fameux du peintre espagnol Murillo (1618-1682). Cette grande huile sur toile de 274 × 190 cm est conservée à Madrid, au musée du Prado.

## Histoire
Ce grand tableau est commandé par don Justino de Neve (1625-1685) en 1678 pour orner l'un des autels de la chapelle de l'hospice des Vénérables de Séville, hospice accueillant les prêtres âgés. Il est connu aussi sous le nom d'Immaculée Conception de Soult car il a été réquisitionné par le maréchal Soult pendant les guerres napoléoniennes en 1813 et rapporté à  Paris. La collection du maréchal Soult à sa mort en 1851 comprenait cent neuf peintures confisquées en Espagne dont soixante-douze de l'école sévillane, quinze Murillo, quinze Zurbaran, et des peintures italiennes. Ses héritiers vendent ce tableau à l'État français en mai 1852 pour 615 300 francs, somme considérable pour l'époque. Il est exposé au musée du Louvre.
En 1941, l'État de Vichy l'échange contre une réplique supposée du tableau de Velázquez que possédait le Prado,  Vélasquez, Portrait de la reine Marianne d'Autriche qui provenait de son atelier. 
Cela a été produit par la pression du dictateur Franco sur la France de Vichy affaiblie.
La toile a été restaurée en 2007-2009.

## Description
Cette œuvre tardive remonte à la dernière période de production de l'artiste, puisqu'elle date de 1678. Elle représente l'Immaculée Conception de la Vierge Marie, telle qu'elle est décrite dans l'Apocalypse de Jean, mais elle n'est pas couronnée d'étoiles et le serpent n'est pas représenté. Debout sur un croissant de lune, elle croise les mains sur la poitrine, les yeux levés au ciel. Vêtue d'une robe blanche (symbole de pureté) et d'un manteau bleu nuit (symbole d'éternité), elle est entourée d'angelots dans le goût baroque dans une aspiration ascensionnelle.
Murillo l'a volontairement dépouillée des attributs décrits dans les litanies de Lorette, ne conservant que la lune et la couleur dorée de l'atmosphère qui symbolise le fait que la Vierge est vêtue du soleil,. Le peintre plus que beaucoup d'autres est l'auteur de deux douzaines de tableaux représentant l'Immaculée Conception ; celle-ci est proche de celle conservée au musée de l'Ermitage de Saint-Pétersbourg.